# 해군연구청
해군연구청(Office of Naval Research; ONR)은 미국 버지니아주 알링턴 군 볼스톤에 본부를 두고 있으며, 업무는 미국 해군과 미국 해병대 과학 기술 프로그램을 협력, 수행 그리고 촉진하는 것으로 학교, 대학교, 정부 연구소 그리고 비영리 또는 영리 단체를 통하여 일한다.
주로 미국 해군청에 보고하는데 해군청을 보조하여 연구, 개발, 획득 업무를 수행한다. 주요 임무는 다음의 기구를 통한다.
- 과학 및 기술국(Science & Technology Departments)
- ONR 협력 프로그램(ONR Corporate Programs)
- 해군 연구소(Naval Research Laboratory (NRL))
- ONR 해외 사무소(ONR Global Office)

## 같이 보기
- 방위고등연구계획국(DARPA)
- 영국 국방과학기술연구소(DSTL)
- 국방과학연구소(ADD)
- 국방연구개발기구(DRDO)
- 중산과학연구원